# Sherlock Holmes i doktor Watson
Sherlock Holmes i doktor Watson (ang. Sherlock Holmes and Doctor Watson) – polsko-brytyjski serial telewizyjny z 1980.

## Charakterystyka
Serial opowiada o przygodach detektywa amatora Sherlocka Holmesa oraz jego przyjaciela doktora Watsona. Liczy 24 odcinki po 24 minuty.
Odcinek Nakrapiana przepaska jest ekranizacją opowiadania, Wieża Śmierci wzorowana została na Diabelskiej nodze, Piastunki z Baker Street luźno nawiązują do opowiadania Plany Bruce-Partington, Siedzący cel do Pustego domu zaś Skradziony list do Drugiej plamy. Treść większości odcinków jest wymyślona, choć charakterystyka Holmesa i Watsona wygląda dość zgodnie z oryginalnymi przygodami autorstwa szkockiego pisarza Arthura Conana Doyle’a.
Serial kręcono w Warszawie (między innymi ulice Bednarska, Foksal, Karowa, Stare Miasto, Teatr Polski) i Nieborowie.

## Obsada
- Geoffrey Whitehead jako Sherlock Holmes
- Donald Pickering jako doktor Watson
- Patrick Newell jako inspektor Lestrade

i inni.